# Serge Fotinsky
Serge Fotinsky, né le 3 février 1887 à Odessa, et mort le 1er septembre 1971 à Paris, est un peintre, aquarelliste, graveur et illustrateur franco-russe.

## Biographie
Fils de Flavian Fotinsky et Marie Libetzoff, Serge Fotinsky est né le 3 février 1887 à Odessa.
En 1903 Serge Fotinsky termine ses études artistiques à Odessa. En 1904, il est admis à l'académie d'art de Saint-Pétersbourg,. Après la répression des manifestations du Palais d'hiver en 1905, il s'exile,. Il voyage d'abord à Berlin puis à Munich, où il travaille un temps à l'Académie des Beaux-Arts. Il s'installe en 1908 à Paris et expose au Salon des Indépendants de 1912 à 1965, ainsi qu'au Salon d'Automne à partir de 1920. La galerie Billiet-Vorms à Paris lui consacre des expositions personnelles de 1926 à 1932. En 1928 il est l'un des organisateurs de l'Exposition de la peinture française contemporaine au Musée de l'Art Moderne Occidental à Moscou. Graveur sur bois, il illustre Ballades de Georges Duhamel en 1926, et il collabore à plusieurs revues : 1922-1924 Montparnasse, 1923 Clarté, 1928 Monde, 1950, 1964, 1975 Europe. Il participe à des expositions collectives dans le monde entier, notamment à Londres, Vienne, Moscou, Varsovie, Prague et à Budapest. Ami d'André Derain, le travail de Serge Fotinsky montre l'influence des mouvements cubistes et fauvistes, et notamment de Cézanne. 
Il épouse Julie Virginie Valet avec qui il vit, Boulevard de Port-Royal, à Paris.
Il meurt Rue du Faubourg-Saint-Jacques, dans le 14e arrondissement de Paris le 1er septembre 1971.